# Luís Guilherme, Duque na Baviera
Luís Guilherme Carlos Norberto Teodoro João (Tegernsee, 17 de janeiro de 1884 - Kreuth, 5 de novembro de 1968) foi o último duque na Baviera da Casa de Wittelsbach, de 1909 até a abolição da monarquia em 1918.
Por ocasião do casamento de sua irmã, Isabel, com o futuro rei Alberto I da Bélgica em 1900, Luís Guilherme, com apenas 14 anos, foi condecorado com o Grande Cordão da Ordem de Leopoldo, sendo um dos mais jovens Grandes Cordões da História da Bélgica.